# 白鹿原 (地名)

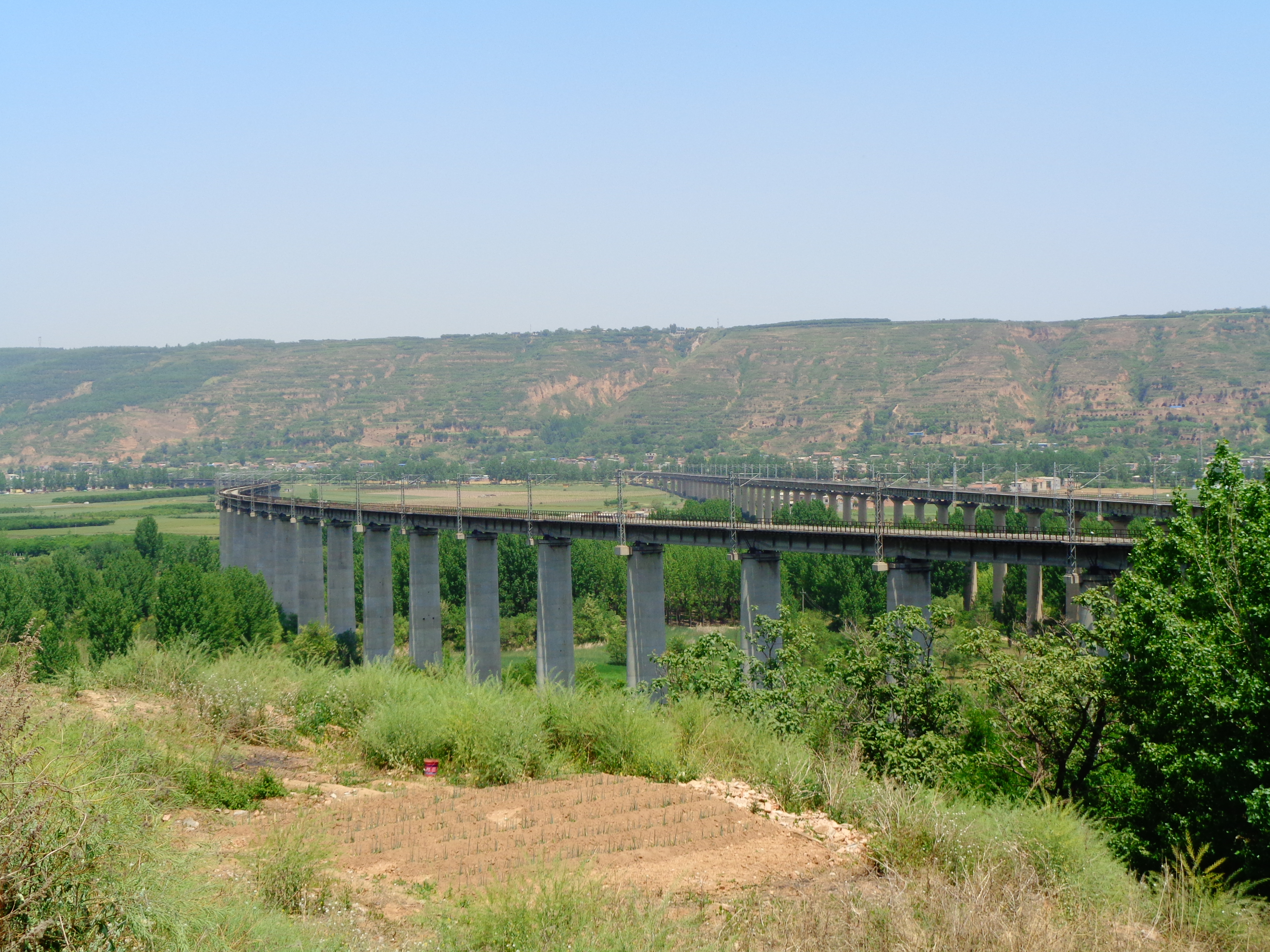
西康铁路浐河桥及白鹿原边缘黄土地貌的河流阶地

白鹿原是一个拥有悠久历史的地名，许多历史典籍对其均有记载，其位置大致在今天陕西省西安市东南方向10公里，灞河和浐河之间。白鹿原南北宽约10公里，东西长约25公里，平均海拔600米，比附近区域略高。按现今行政区划，白鹿原分属西安市长安区、灞桥区以及蓝田县三个区县；其中三分之二的面积归为蓝田县范围内，其余三分之一归为长安区和灞桥区范围内。“原”同“塬”，是由于河流侵蚀而残留在渭河三级阶地上的梁状高地。
白鹿原上有汉文帝灞陵、薄太后（汉文帝母亲）墓、滕公（夏侯婴）冢。在西安建都的历代王朝，往往都以白鹿原为皇家郊游狩猎的御园。
一般认为历史上的霸上（或写作灞上），又名灞头，即在白鹿原。但也有说法认为霸上不在白鹿原，或曾在白鹿原，但随历史演迁具体位置又有所变动。各说法均有一些历史文献支持，未有统一的结论。